# Sega 3D Classics Collection
Sega 3D Classics Collection (セガ3D復刻アーカイブス2?, Sega 3D Fukkoku Ākaibusu 2, "Sega 3D Fukkoku Archives 2") è una raccolta di videogiochi pubblicata nel 2015 da SEGA per Nintendo 3DS. La raccolta è il seguito di Sega 3D Fukkoku Archives (セガ3D復刻アーカイブス?, Sega 3D Fukkoku Ākaibusu), distribuito nel 2014 esclusivamente in Giappone per la stessa console. Della stessa serie fa parte Sega 3D Fukkoku Archives 3: Final Stage (セガ3D復刻アーカイブス3 FINAL STAGE?, Sega 3D Fukkoku Ākaibusu 3 FINAL STAGE), pubblicato nel 2016, all'interno di un cofanetto che include le versioni giapponesi dei tre titoli.
La raccolta include nove remake di altrettanti videogiochi classici SEGA, coin-op o per Sega Master System. La copertina del gioco è disegnata da Ken Sugimori.
I giochi compresi nella raccolta sono Power Drift, Puyo Puyo 2, Fantasy Zone II W, Sonic the Hedgehog, Thunder Blade, Galaxy Force II, Altered Beast, Fantasy Zone II e Maze Walker.